# 伊礼智
伊礼 智（いれい さとし、1959年12月11日 - ）は、日本の建築家（一級建築士）。（有）伊礼智設計室代表。「住宅デザイン学校」学長。
沖縄県嘉手納町生まれ。心地よさと意匠性を兼ね備えた住宅設計で知られる。建築家の育成にも力をいれ、地域の家づくりを「設計力」でリードする設計士や工務店の育成を行っている。

## 経歴
1982年、琉球大学理工学部建設工学科卒業後、東京芸術大学大学院美術研究科に進学し建築（奥村昭雄研究室）を専攻し修了。丸谷博男+エーアンドエーを経て、1996年伊礼智設計室開設。2012年から住宅デザイン学校のメイン講師をつとめる。2005年から日本大学生産工学部建築工学科居住空間デザインコース非常勤講師。2006年「9坪の家」、2007年「町角の家」でエコビルド賞受賞。2013年、i-works project でグッドデザイン賞。2016年～東京藝術大学美術学部建築科非常勤講師。

## 主な作品
- ソーラータウン久米川[4]
- 江戸川ソーラーキャット[5]
- 東京町家・あずきハウス[6]
- 東京町家・9坪の家[7]
- 15坪の家[8]
- 白馬の山荘[9]
- ヒンプンハウス[10]
- 守谷の家[11]
- 那珂湊の家[12]
- i-works 15坪

## 著書

### 単著
- 伊礼智『オキナワの家 (くうねるところにすむところ 3)』ジェイ・インターナショナル、2004年12月1日。OCLC 175016372。ISBN 4757302762、ISBN 9784757302761。
- 伊礼智『伊礼智の住宅設計作法: 小さな家で豊かに暮らす』アース工房、2009年8月1日。OCLC 930355582。ISBN 4865270329、ISBN 9784865270327。
- 伊礼智『伊礼智の住宅設計作法: 小さな家で豊かに暮らす（新装版）』新建新聞社、2015年4月30日。OCLC 930355582。ISBN 4865270329、ISBN 9784865270327。
- 伊礼智『伊礼智の住宅デザイン DVDデジタル図面集 (建築知識の本 4)』エクスナレッジ、2017年8月2日。OCLC 1006499690。ISBN 4767823447、ISBN 9784767823447。
- 伊礼智『伊礼智の住宅設計作法II』新建新聞社、2017年10月20日。OCLC 1030183655。ISBN 486527071X、ISBN 9784865270716。
- 伊礼智『伊礼智の住宅設計: 「標準化」から生まれる豊かな住まい』エクスナレッジ、2019年11月27日。OCLC 1132275131。ISBN 4767826896、ISBN 9784767826899。
- 伊礼智『伊礼智の住宅設計作法III 心地よさの ものさし』新建新聞社、2021年1月30日。OCLC 1256982879。ISBN 4865271104、ISBN 9784865271102。

### 共著
- 中村好文、竹原義二、伊礼智『住宅建築家 三人三様の流儀』エクスナレッジ、2016年3月3日。OCLC 949230632。ISBN 476782009X、ISBN 9784767820095。
- 前真之、岩前篤、松尾和也、今泉太爾、森みわ、竹内昌義、伊礼智、水上修一 ほか『あたらしい 家づくりの教科書』新建新聞社、2016年8月31日。OCLC 972386383。ISBN 4865270590、ISBN 9784865270594。
- 伊礼智、川口通正、横内敏人『明日から使える内外装マテリアル300』エクスナレッジ、2018年9月8日。OCLC 1054154694。ISBN 4767823846、ISBN 9784767823843。
- 松尾和也、西方里見、伊礼智、三澤文子、前真之『5人の先生が教える一生幸せなエコハウスのつくりかた』エクスナレッジ、2019年9月28日。ISBN 4767826349、ISBN 978-4767826349。
- 伊礼智『伊礼智の住宅デザイン学校: 10人の建築家が教える設計の上達法』エクスナレッジ、2022年12月3日。OCLC 1355862082。ISBN 4767830850、ISBN 9784767830858。